# Änvär Çingizoğlu
Änvär Çingizoğlu (azerbajdzjanska: Ənvər Çingizoğlu), född 10 maj 1962 i Jebrail, Azerbajdzjanska SSR, Sovjetunionen, död 10 juli 2022 i Baku, Azerbajdzjan, var en azerbajdzjansk historiker, etnolog, genealog, författare och publicist.. 
Han var redaktör för tidskriften Soy magazine som ges ut i Azerbajdzjan.

## Biografi
Anvar Chingisoglu avlade journalistexamen år 1990 på Bakus statliga universitet. Har gjorde värnplikt mellan 1980 – 1982 i Sovjetunionen. 
Hans prosa finns översatta på många olika språk så som ryska, engelska, ukrainska, persiska  och turkiska.

## Böcker

### Azerbajdzjanska
- Hacılılar ("Hajilu tribe"), Baku, 2004.
- Səfikürdlülər ("Safikyurdlu"), Baku, 2005.
- Qarabağ xanlığı ("Karabakh Khanate"), Baku, 2008.
- Qacar kəndi və qacarlar (Qajar village and Qajars), Baku, 2008.
- Avşarlar ("Afshar tribe"), Baku, 2008.
- Zülqədər eli ("Zulkadir tribe"), Baku, 2011.
- Qaradağ xanlığı ("Karadagh khanate"), Baku, 2011.
- Şəmşəddil sultanlığı ("Shamshaddil Sultanate"),Baku, 2013.
- Baharlılar ("Baharlus"), Baku, 2013.
- Püsyan eli ("Pessian tribe"), Baku, 2013.
- Sərab xanlığı ("Sarab Khanate"), Baku, 2013.
- Urmiya xanlığı ("Urmia Khanate"), Baku, 2013.
- Marağa xanlığı ("Maragheh Khanate"), Baku, 2013.
- Ərdəbil xanlığı ("Ardabil Khanate"), Baku, 2014.
- Cavanşir eli:Sarıcalılar ("Javanshir tribe: Sarujalins"), Baku, 2015.
- Zəncan xanlığı ("Zanjan Khanate"), Baku, 2015.
- Xalxal xanlığı ("Khalkhal Khanate"), Baku, 2016.
- Marağa tarixi ("History Maragheh"), Baku, 2016.
- Qəzvin tarixi ("History Qazvin"), Baku, 2016.
- Qazaxlar  ("Kazakhs"), Baku, 2017.

### Persiska
- تاریخ ایل افشار (" History of Afshar tribe"), Urmia, 2016.